# Tour dos Alpes Marítimos e de Var de 2021
A 53.ª edição da competição ciclista Tour dos Alpes Marítimos e de Var (chamado oficialmente: Tour Cycliste International du Var et des Alpes Maritimes) foi uma corrida de ciclismo de estrada por etapas que se celebrou entre a 19 e a 21 de fevereiro de 2021 na França com início na cidade de Biot e final na cidade de Blausasc, sobre uma distância total de 492,1 quilómetros.
A corrida fez parte do UCI Europe Tour de 2021, calendário ciclístico dos Circuitos Continentais da UCI dentro da categoria 2.1 e foi vencida pelo italiano Gianluca Brambilla do Trek-Segafredo. Completaram o pódio, como segundo e terceiro classificado respectivamente, o canadiano Michael Woods do Israel Start-Up Nation e o neerlandês Bauke Mollema da mesma equipa que o vencedor.

## Equipas participantes
Tomaram parte na corrida 22 equipas: 11 de categoria UCI WorldTeam convidados pela organização, 8 de categoria UCI ProTeam e 3 de categoria Continental. Formaram assim um pelotão de 150 ciclistas dos que acabaram 117. As equipas participantes foram:
| Equipes WorldTeam (11)- AG2R Citroën Team - Groupama-FDJ - Cofidis - Ineos Grenadiers - Trek-Segafredo - EF Education-Nippo - Astana-Premier Tech - Qhubeka Assos - Team DSM - UAE Team Emirates - Israel Start-Up Nation Equipes ProTeam (8)- Arkéa-Samsic - Total Direct Énergie - Delko - B&B Hotels p/b KTM - Alpecin-Fenix - Bingoal-WB - Burgos-BH - Equipo Kern Pharma Equipes Continentais (3)- Saint Michel-Auber 93 - Xelliss-Roubaix Lille Métropole - Swiss Racing |
| |

## Percorrido
O Tour dos Alpes Marítimos e de Var dispôs de três etapas dividido numa etapa escarpada, e duas etapas em media montanha, para um percurso total de 492,1 quilómetros.
| Etapa | Data    | Percurso            | type            | Distância (km) | Vencedor           | Líder geral        |
| ----- | ------- | ------------------- | --------------- | -------------- | ------------------ | ------------------ |
| 1     | 19 fev. | Biot – Gourdon      | média montanha  | 186,8          | Bauke Mollema      | Bauke Mollema      |
| 2     | 20 fev. | Fayence – Fayence   | etapa escarpada | 168,9          | Michael Woods      | Michael Woods      |
| 3     | 21 fev. | Blausasc – Blausasc | alta montanha   | 136            | Gianluca Brambilla | Gianluca Brambilla |

## Desenvolvimento da corrida

### 1.ª etapa
| Biot - Gourdon | média montanha | (186,8 km) |

| \| Classificação por etapas \| Classificação por etapas \| Classificação por etapas \| Classificação por etapas \| Classificação por etapas \| \| Ciclista \| Ciclista \| Equipe \| Tempo \| \| \| ------------------------ \| ------------------------ \| ------------------------ \| ------------------------ \| ------------------------ \| \| 1. \| Bauke Mollema \| Trek-Segafredo \| 4h50m20s \| \| \| 2. \| Greg Van Avermaet \| AG2R Citroën Team \| + 1s \| \| \| 3. \| Valentin Madouas \| Groupama-FDJ \| + 1s \| \| \| 4. \| Michael Woods \| Israel Start-Up Nation \| + 1s \| \| \| 5. \| Giulio Ciccone \| Trek-Segafredo \| + 1s \| \| \| 6. \| Dorian Godon \| AG2R Citroën Team \| + 1s \| \| \| 7. \| Rudy Molard \| Groupama-FDJ \| + 1s \| \| \| 8. \| Jesús Herrada \| Cofidis \| + 1s \| \| \| 9. \| Thibaut Pinot \| Groupama-FDJ \| + 1s \| \| \| 10. \| David Gaudu \| Groupama-FDJ \| + 1s \| \| |                   |                        |          |
| |                   |                        |          |
| Fonte: ProCyclingStats |                   |                        |          |
| Classificação por etapas |                   |                        |          |
| Ciclista | Ciclista          | Equipe                 | Tempo    |
| 1. | Bauke Mollema     | Trek-Segafredo         | 4h50m20s |
| 2. | Greg Van Avermaet | AG2R Citroën Team      | + 1s     |
| 3. | Valentin Madouas  | Groupama-FDJ           | + 1s     |
| 4. | Michael Woods     | Israel Start-Up Nation | + 1s     |
| 5. | Giulio Ciccone    | Trek-Segafredo         | + 1s     |
| 6. | Dorian Godon      | AG2R Citroën Team      | + 1s     |
| 7. | Rudy Molard       | Groupama-FDJ           | + 1s     |
| 8. | Jesús Herrada     | Cofidis                | + 1s     |
| 9. | Thibaut Pinot     | Groupama-FDJ           | + 1s     |
| 10. | David Gaudu       | Groupama-FDJ           | + 1s     |

| \| Classificação geral \| Classificação geral \| Classificação geral \| Classificação geral \| Classificação geral \| \| Ciclista \| Ciclista \| Equipe \| Tempo \| \| \| ------------------- \| ------------------- \| ---------------------- \| ------------------- \| ------------------- \| \| 1. \| Bauke Mollema \| Trek-Segafredo \| 4h50m20s \| \| \| 2. \| Greg Van Avermaet \| AG2R Citroën Team \| + 1s \| \| \| 3. \| Valentin Madouas \| Groupama-FDJ \| + 1s \| \| \| 4. \| Michael Woods \| Israel Start-Up Nation \| + 1s \| \| \| 5. \| Giulio Ciccone \| Trek-Segafredo \| + 1s \| \| \| 6. \| Dorian Godon \| AG2R Citroën Team \| + 1s \| \| \| 7. \| Rudy Molard \| Groupama-FDJ \| + 1s \| \| \| 8. \| Jesús Herrada \| Cofidis \| + 1s \| \| \| 9. \| Thibaut Pinot \| Groupama-FDJ \| + 1s \| \| \| 10. \| David Gaudu \| Groupama-FDJ \| + 1s \| \| |                   |                        |          |
| |                   |                        |          |
| Fonte: ProCyclingStats |                   |                        |          |
| Classificação geral |                   |                        |          |
| Ciclista | Ciclista          | Equipe                 | Tempo    |
| 1. | Bauke Mollema     | Trek-Segafredo         | 4h50m20s |
| 2. | Greg Van Avermaet | AG2R Citroën Team      | + 1s     |
| 3. | Valentin Madouas  | Groupama-FDJ           | + 1s     |
| 4. | Michael Woods     | Israel Start-Up Nation | + 1s     |
| 5. | Giulio Ciccone    | Trek-Segafredo         | + 1s     |
| 6. | Dorian Godon      | AG2R Citroën Team      | + 1s     |
| 7. | Rudy Molard       | Groupama-FDJ           | + 1s     |
| 8. | Jesús Herrada     | Cofidis                | + 1s     |
| 9. | Thibaut Pinot     | Groupama-FDJ           | + 1s     |
| 10. | David Gaudu       | Groupama-FDJ           | + 1s     |

### 2.ª etapa
| Fayence - Fayence | etapa escarpada | (168,9 km) |

| \| Classificação por etapas \| Classificação por etapas \| Classificação por etapas \| Classificação por etapas \| Classificação por etapas \| \| Ciclista \| Ciclista \| Equipe \| Tempo \| \| \| ------------------------ \| ------------------------ \| ------------------------ \| ------------------------ \| ------------------------ \| \| 1. \| Michael Woods \| Israel Start-Up Nation \| 4h16m54s \| \| \| 2. \| Bauke Mollema \| Trek-Segafredo \| + 2s \| \| \| 3. \| Jhonatan Narváez \| Ineos Grenadiers \| + 4s \| \| \| 4. \| David Gaudu \| Groupama-FDJ \| + 7s \| \| \| 5. \| Alexis Vuillermoz \| Total Direct Énergie \| + 10s \| \| \| 6. \| Rudy Molard \| Groupama-FDJ \| + 10s \| \| \| 7. \| Ben O'Connor \| AG2R Citroën Team \| + 11s \| \| \| 8. \| Jesús Herrada \| Cofidis \| + 13s \| \| \| 9. \| Arjen Livyns \| Bingoal-WB \| + 13s \| \| \| 10. \| Pavel Sivakov \| Ineos Grenadiers \| + 13s \| \| |                   |                        |          |
| |                   |                        |          |
| Fonte: ProCyclingStats |                   |                        |          |
| Classificação por etapas |                   |                        |          |
| Ciclista | Ciclista          | Equipe                 | Tempo    |
| 1. | Michael Woods     | Israel Start-Up Nation | 4h16m54s |
| 2. | Bauke Mollema     | Trek-Segafredo         | + 2s     |
| 3. | Jhonatan Narváez  | Ineos Grenadiers       | + 4s     |
| 4. | David Gaudu       | Groupama-FDJ           | + 7s     |
| 5. | Alexis Vuillermoz | Total Direct Énergie   | + 10s    |
| 6. | Rudy Molard       | Groupama-FDJ           | + 10s    |
| 7. | Ben O'Connor      | AG2R Citroën Team      | + 11s    |
| 8. | Jesús Herrada     | Cofidis                | + 13s    |
| 9. | Arjen Livyns      | Bingoal-WB             | + 13s    |
| 10. | Pavel Sivakov     | Ineos Grenadiers       | + 13s    |

| \| Classificação geral \| Classificação geral \| Classificação geral \| Classificação geral \| Classificação geral \| \| Ciclista \| Ciclista \| Equipe \| Tempo \| \| \| ------------------- \| ------------------- \| ---------------------- \| ------------------- \| ------------------- \| \| 1. \| Michael Woods \| Israel Start-Up Nation \| 9h07m15s \| \| \| 2. \| Bauke Mollema \| Trek-Segafredo \| + 1s \| \| \| 3. \| David Gaudu \| Groupama-FDJ \| + 7s \| \| \| 4. \| Rudy Molard \| Groupama-FDJ \| + 10s \| \| \| 5. \| Ben O'Connor \| AG2R Citroën Team \| + 11s \| \| \| 6. \| Jesús Herrada \| Cofidis \| + 13s \| \| \| 7. \| Giulio Ciccone \| Trek-Segafredo \| + 13s \| \| \| 8. \| Valentin Madouas \| Groupama-FDJ \| + 13s \| \| \| 9. \| Arjen Livyns \| Bingoal-WB \| + 13s \| \| \| 10. \| Nairo Quintana \| Arkéa-Samsic \| + 13s \| \| |                  |                        |          |
| |                  |                        |          |
| Fonte: ProCyclingStats |                  |                        |          |
| Classificação geral |                  |                        |          |
| Ciclista | Ciclista         | Equipe                 | Tempo    |
| 1. | Michael Woods    | Israel Start-Up Nation | 9h07m15s |
| 2. | Bauke Mollema    | Trek-Segafredo         | + 1s     |
| 3. | David Gaudu      | Groupama-FDJ           | + 7s     |
| 4. | Rudy Molard      | Groupama-FDJ           | + 10s    |
| 5. | Ben O'Connor     | AG2R Citroën Team      | + 11s    |
| 6. | Jesús Herrada    | Cofidis                | + 13s    |
| 7. | Giulio Ciccone   | Trek-Segafredo         | + 13s    |
| 8. | Valentin Madouas | Groupama-FDJ           | + 13s    |
| 9. | Arjen Livyns     | Bingoal-WB             | + 13s    |
| 10. | Nairo Quintana   | Arkéa-Samsic           | + 13s    |

### 3.ª etapa
| Blausasc - Blausasc | alta montanha | (136 km) |

| \| Classificação por etapas \| Classificação por etapas \| Classificação por etapas \| Classificação por etapas \| Classificação por etapas \| \| Ciclista \| Ciclista \| Equipe \| Tempo \| \| \| ------------------------ \| ------------------------ \| ------------------------ \| ------------------------ \| ------------------------ \| \| 1. \| Gianluca Brambilla \| Trek-Segafredo \| 3h43m32s \| \| \| 2. \| Tao Geoghegan Hart \| Ineos Grenadiers \| + 13s \| \| \| 3. \| Ben O'Connor \| AG2R Citroën Team \| + 13s \| \| \| 4. \| Rudy Molard \| Groupama-FDJ \| + 13s \| \| \| 5. \| Valentin Madouas \| Groupama-FDJ \| + 18s \| \| \| 6. \| Jakob Fuglsang \| Astana-Premier Tech \| + 18s \| \| \| 7. \| David Gaudu \| Groupama-FDJ \| + 18s \| \| \| 8. \| Bauke Mollema \| Trek-Segafredo \| + 18s \| \| \| 9. \| Nairo Quintana \| Arkéa-Samsic \| + 18s \| \| \| 10. \| Michael Woods \| Israel Start-Up Nation \| + 18s \| \| |                    |                        |          |
| |                    |                        |          |
| Fonte: ProCyclingStats |                    |                        |          |
| Classificação por etapas |                    |                        |          |
| Ciclista | Ciclista           | Equipe                 | Tempo    |
| 1. | Gianluca Brambilla | Trek-Segafredo         | 3h43m32s |
| 2. | Tao Geoghegan Hart | Ineos Grenadiers       | + 13s    |
| 3. | Ben O'Connor       | AG2R Citroën Team      | + 13s    |
| 4. | Rudy Molard        | Groupama-FDJ           | + 13s    |
| 5. | Valentin Madouas   | Groupama-FDJ           | + 18s    |
| 6. | Jakob Fuglsang     | Astana-Premier Tech    | + 18s    |
| 7. | David Gaudu        | Groupama-FDJ           | + 18s    |
| 8. | Bauke Mollema      | Trek-Segafredo         | + 18s    |
| 9. | Nairo Quintana     | Arkéa-Samsic           | + 18s    |
| 10. | Michael Woods      | Israel Start-Up Nation | + 18s    |

## Classificações finais
- As classificações finalizaram da seguinte forma:[4]

### Classificação geral
| \| Classificação geral \| Classificação geral \| Classificação geral \| Classificação geral \| Classificação geral \| \| Ciclista \| Ciclista \| Equipe \| Tempo \| \| \| ------------------- \| ------------------- \| ---------------------- \| ------------------- \| ------------------- \| \| 1. \| Gianluca Brambilla \| Trek-Segafredo \| 12h51m00s \| \| \| 2. \| Michael Woods \| Israel Start-Up Nation \| + 5s \| \| \| 3. \| Bauke Mollema \| Trek-Segafredo \| + 6s \| \| \| 4. \| Rudy Molard \| Groupama-FDJ \| + 10s \| \| \| 5. \| Ben O'Connor \| AG2R Citroën Team \| + 11s \| \| \| 6. \| David Gaudu \| Groupama-FDJ \| + 12s \| \| \| 7. \| Valentin Madouas \| Groupama-FDJ \| + 13s \| \| \| 8. \| Jakob Fuglsang \| Astana-Premier Tech \| + 18s \| \| \| 9. \| Nairo Quintana \| Arkéa-Samsic \| + 18s \| \| \| 10. \| Tao Geoghegan Hart \| Ineos Grenadiers \| + 26s \| \| |                    |                        |           |
| |                    |                        |           |
| Fonte: ProCyclingStats |                    |                        |           |
| Classificação geral |                    |                        |           |
| Ciclista | Ciclista           | Equipe                 | Tempo     |
| 1. | Gianluca Brambilla | Trek-Segafredo         | 12h51m00s |
| 2. | Michael Woods      | Israel Start-Up Nation | + 5s      |
| 3. | Bauke Mollema      | Trek-Segafredo         | + 6s      |
| 4. | Rudy Molard        | Groupama-FDJ           | + 10s     |
| 5. | Ben O'Connor       | AG2R Citroën Team      | + 11s     |
| 6. | David Gaudu        | Groupama-FDJ           | + 12s     |
| 7. | Valentin Madouas   | Groupama-FDJ           | + 13s     |
| 8. | Jakob Fuglsang     | Astana-Premier Tech    | + 18s     |
| 9. | Nairo Quintana     | Arkéa-Samsic           | + 18s     |
| 10. | Tao Geoghegan Hart | Ineos Grenadiers       | + 26s     |

### Classificação da montanha
| Classificação da montanha | Classificação da montanha | Classificação da montanha | Classificação da montanha | Classificação da montanha |
| Ciclista                  | Ciclista                  | Equipe                    | Pontos                    |                           |
| ------------------------- | ------------------------- | ------------------------- | ------------------------- | ------------------------- |
| 1.                        | Martijn Tusveld           | Team DSM                  | 25 pts                    |                           |
| 2.                        | Valentin Madouas          | Groupama-FDJ              | 22 pts                    |                           |
| 3.                        | Rudy Molard               | Groupama-FDJ              | 20 pts                    |                           |
| 4.                        | Biniam Girmay             | Delko                     | 16 pts                    |                           |
| 5.                        | Gianluca Brambilla        | Trek-Segafredo            | 15 pts                    |                           |

### Classificação dos pontos
| Classificação por pontos | Classificação por pontos | Classificação por pontos | Classificação por pontos | Classificação por pontos |
| Ciclista                 | Ciclista                 | Equipe                   | Pontos                   |                          |
| ------------------------ | ------------------------ | ------------------------ | ------------------------ | ------------------------ |
| 1.                       | Bauke Mollema            | Trek-Segafredo           | 53 pts                   |                          |
| 2.                       | Michael Woods            | Israel Start-Up Nation   | 45 pts                   |                          |
| 3.                       | Rudy Molard              | Groupama-FDJ             | 33 pts                   |                          |
| 4.                       | David Gaudu              | Groupama-FDJ             | 29 pts                   |                          |
| 5.                       | Valentin Madouas         | Groupama-FDJ             | 28 pts                   |                          |

### Classificação dos jovens
| Classificação dos jovens | Classificação dos jovens | Classificação dos jovens | Classificação dos jovens | Classificação dos jovens |
| Ciclista                 | Ciclista                 | Equipe                   | Tempo                    |                          |
| ------------------------ | ------------------------ | ------------------------ | ------------------------ | ------------------------ |
| 1.                       | David Gaudu              | Groupama-FDJ             | 12h51m12s                |                          |
| 2.                       | Valentin Madouas         | Groupama-FDJ             | + 1s                     |                          |
| 3.                       | Clément Champoussin      | AG2R Citroën Team        | + 1m26s                  |                          |
| 4.                       | Michael Storer           | Team DSM                 | + 3m30s                  |                          |
| 5.                       | Pavel Sivakov            | Ineos Grenadiers         | + 3m41s                  |                          |

### Classificação por equipas
| Classificação por equipes | Classificação por equipes | Classificação por equipes | Classificação por equipes |
| Equipe                    | Equipe                    | Tempo                     |                           |
| ------------------------- | ------------------------- | ------------------------- | ------------------------- |
| 1.                        | Groupama-FDJ              | 38h33m35s                 |                           |
| 2.                        | Astana-Premier Tech       | + 5m34s                   |                           |
| 3.                        | Ineos Grenadiers          | + 7m28s                   |                           |
| 4.                        | Trek-Segafredo            | + 7m50s                   |                           |
| 5.                        | AG2R Citroën Team         | + 11m48s                  |                           |

## Evolução das classificações
| Etapa                 | Vencedor              | Classificação geral | Classificação da montanha | Classificação dos pontos | Classificação dos jovens | Classificação por equipas |
| --------------------- | --------------------- | ------------------- | ------------------------- | ------------------------ | ------------------------ | ------------------------- |
| 1.ª                   | Bauke Mollema         | Bauke Mollema       | Krists Neilands           | Bauke Mollema            | Valentin Madouas         | Trek-Segafredo            |
| 2.ª                   | Michael Woods         | Michael Woods       | Biniyam Ghirmay           | Bauke Mollema            | David Gaudu              | Trek-Segafredo            |
| 3.ª                   | Gianluca Brambilla    | Gianluca Brambilla  | Martijn Tusveld           | Bauke Mollema            | David Gaudu              | Groupama-FDJ              |
| Classificações finais | Classificações finais | Gianluca Brambilla  | Martijn Tusveld           | Bauke Mollema            | David Gaudu              | Groupama-FDJ              |

## Ciclistas participantes e posições finais
| Arkéa-Samsic ARK | Arkéa-Samsic ARK          | Arkéa-Samsic ARK |
| ---------------- | ------------------------- | ---------------- |
| Num              | Ciclista                  | Pos              |
| 1                | Nairo Quintana (COL)      | 9.               |
| 2                | Amaury Capiot (BEL)       | 96.              |
| 3                | Miguel Flórez López (COL) | DNF-3            |
| 4                | Élie Gesbert (FRA)        | 71.              |
| 5                | Romain Hardy (FRA)        | DNF-1            |
| 6                | Łukasz Owsian (POL)       | 67.              |

| AG2R Citroën Team ACT | AG2R Citroën Team ACT     | AG2R Citroën Team ACT |
| --------------------- | ------------------------- | --------------------- |
| Num                   | Ciclista                  | Pos                   |
| 11                    | Clément Champoussin (FRA) | 11.                   |
| 12                    | Ben Gastauer (LUX)        | 48.                   |
| 13                    | Dorian Godon (FRA)        | 34.                   |
| 14                    | Ben O'Connor (AUS)        | 5.                    |
| 15                    | Oliver Naesen (BEL)       | 50.                   |
| 16                    | Nans Peters (FRA)         | 78.                   |
| 17                    | Greg Van Avermaet (BEL)   | 44.                   |

| Trek-Segafredo TFS | Trek-Segafredo TFS       | Trek-Segafredo TFS |
| ------------------ | ------------------------ | ------------------ |
| Num                | Ciclista                 | Pos                |
| 21                 | Bauke Mollema (NED)      | 3.                 |
| 22                 | Julien Bernard (FRA)     | 94.                |
| 23                 | Gianluca Brambilla (ITA) | 1.                 |
| 24                 | Giulio Ciccone (ITA)     | 28.                |
| 25                 | Kenny Elissonde (FRA)    | 33.                |
| 26                 | Juan Pedro López (ESP)   | 36.                |
| 27                 | Toms Skujiņš (LAT)       | 83.                |

| Team DSM DSM | Team DSM DSM             | Team DSM DSM |
| ------------ | ------------------------ | ------------ |
| Num          | Ciclista                 | Pos          |
| 31           | Martijn Tusveld (NED)    | 47.          |
| 32           | Martin Salmon (GER)      | 115.         |
| 33           | Kevin Vermaerke (USA)    | DNF-3        |
| 34           | Michael Storer (AUS)     | 13.          |
| 35           | Marco Brenner (GER)      | 88.          |
| 36           | Leon Heinschke (GER)     | 103.         |
| 37           | Henri Vandenabeele (BEL) | 69.          |

| Groupama-FDJ GFC | Groupama-FDJ GFC       | Groupama-FDJ GFC |
| ---------------- | ---------------------- | ---------------- |
| Num              | Ciclista               | Pos              |
| 41               | Thibaut Pinot (FRA)    | 35.              |
| 42               | Bruno Armirail (FRA)   | 30.              |
| 43               | David Gaudu (FRA)      | 6.               |
| 44               | Simon Guglielmi (FRA)  | 53.              |
| 45               | Valentin Madouas (FRA) | 7.               |
| 46               | Rudy Molard (FRA)      | 4.               |
| 47               | Antoine Duchesne (CAN) | DNF-3            |

| Cofidis COF | Cofidis COF               | Cofidis COF |
| ----------- | ------------------------- | ----------- |
| Num         | Ciclista                  | Pos         |
| 51          | Jesús Herrada (ESP)       | 24.         |
| 52          | Simon Geschke (GER)       | 40.         |
| 53          | Jean-Pierre Drucker (LUX) | DNF-3       |
| 54          | Christophe Laporte (FRA)  | 61.         |
| 55          | Fernando Barceló (ESP)    | 97.         |
| 56          | Anthony Perez (FRA)       | 32.         |
| 57          | Pierre-Luc Périchon (FRA) | 93.         |

| EF Education-Nippo EFN | EF Education-Nippo EFN | EF Education-Nippo EFN |
| ---------------------- | ---------------------- | ---------------------- |
| Num                    | Ciclista               | Pos                    |
| 61                     | Magnus Cort (DEN)      | 37.                    |
| 62                     | Simon Carr (GBR)       | 19.                    |
| 63                     | Mitchell Docker (AUS)  | 113.                   |
| 64                     | Julien El Fares (FRA)  | 45.                    |
| 65                     | Jens Keukeleire (BEL)  | 108.                   |
| 66                     | Hideto Nakane (JPN)    | DNF-3                  |
| 67                     | Tom Scully (NZL)       | 114.                   |

| Qhubeka Assos TQA | Qhubeka Assos TQA       | Qhubeka Assos TQA |
| ----------------- | ----------------------- | ----------------- |
| Num               | Ciclista                | Pos               |
| 71                | Fabio Aru (ITA)         | 27.               |
| 72                | Sander Armée (BEL)      | 21.               |
| 73                | Dimitri Claeys (BEL)    | 95.               |
| 74                | Robert Power (AUS)      | 116.              |
| 75                | Emil Vinjebo (DEN)      | 74.               |
| 76                | Simon Clarke (AUS)      | 43.               |
| 77                | Łukasz Wiśniowski (POL) | 111.              |

| Ineos Grenadiers IGD | Ineos Grenadiers IGD     | Ineos Grenadiers IGD |
| -------------------- | ------------------------ | -------------------- |
| Num                  | Ciclista                 | Pos                  |
| 81                   | Geraint Thomas (GBR)     | 26.                  |
| 82                   | Rohan Dennis (AUS)       | 64.                  |
| 83                   | Tao Geoghegan Hart (GBR) | 10.                  |
| 84                   | Jhonatan Narváez (ECU)   | 38.                  |
| 85                   | Thomas Pidcock (GBR)     | 52.                  |
| 86                   | Pavel Sivakov (RUS)      | 16.                  |
| 87                   | Dylan van Baarle (NED)   | 65.                  |

| Astana-Premier Tech APT | Astana-Premier Tech APT | Astana-Premier Tech APT |
| ----------------------- | ----------------------- | ----------------------- |
| Num                     | Ciclista                | Pos                     |
| 91                      | Jakob Fuglsang (DEN)    | 8.                      |
| 92                      | Fabio Felline (ITA)     | 51.                     |
| 93                      | Hugo Houle (CAN)        | 41.                     |
| 94                      | Gorka Izagirre (ESP)    | 12.                     |
| 95                      | Omar Fraile (ESP)       | 60.                     |
| 96                      | Harold Tejada (COL)     | 18.                     |
| 97                      | Manuele Boaro (ITA)     | DNF-3                   |

| UAE Team Emirates UAD | UAE Team Emirates UAD        | UAE Team Emirates UAD |
| --------------------- | ---------------------------- | --------------------- |
| Num                   | Ciclista                     | Pos                   |
| 101                   | Rui Costa (POR) (estrada)    | 54.                   |
| 102                   | Andrés Camilo Ardila (COL)   | 75.                   |
| 103                   | David de la Cruz (ESP)       | 39.                   |
| 104                   | Joe Dombrowski (USA)         | 63.                   |
| 105                   | Ryan Gibbons (RSA) (estrada) | 42.                   |
| 106                   | Aleksandr Riabushenko (BLR)  | DNF-3                 |
| 107                   | Cristian Camilo Muñoz (COL)  | 85.                   |

| Israel Start-Up Nation ISN | Israel Start-Up Nation ISN | Israel Start-Up Nation ISN |
| -------------------------- | -------------------------- | -------------------------- |
| Num                        | Ciclista                   | Pos                        |
| 111                        | Michael Woods (CAN)        | 2.                         |
| 112                        | Sep Vanmarcke (BEL)        | 78.                        |
| 113                        | Patrick Bevin (NZL)        | 100.                       |
| 114                        | Hugo Hofstetter (FRA)      | 84.                        |
| 115                        | Daryl Impey (RSA)          | 70.                        |
| 116                        | Daniel Martin (IRL)        | 15.                        |
| 117                        | Krists Neilands (LAT)      | 57.                        |

| Total Direct Énergie TDE | Total Direct Énergie TDE | Total Direct Énergie TDE |
| ------------------------ | ------------------------ | ------------------------ |
| Num                      | Ciclista                 | Pos                      |
| 121                      | Pierre Latour (FRA)      | DNF-2                    |
| 122                      | Mathieu Burgaudeau (FRA) | 56.                      |
| 123                      | Víctor de la Parte (ESP) | 29.                      |
| 124                      | Fabien Doubey (FRA)      | 81.                      |
| 125                      | Cristián Rodríguez (ESP) | DNF-2                    |
| 126                      | Anthony Turgis (FRA)     | DNF-3                    |
| 127                      | Alexis Vuillermoz (FRA)  | 20.                      |

| Delko DKO | Delko DKO                      | Delko DKO |
| --------- | ------------------------------ | --------- |
| Num       | Ciclista                       | Pos       |
| 131       | Mauro Finetto (ITA)            | 62.       |
| 132       | Clément Berthet (FRA)          | 77.       |
| 133       | Clément Carisey (FRA)          | DNF-3     |
| 134       | Yacob Debesay (ERI)            | 112.      |
| 135       | José Manuel Díaz Gallego (ESP) | 22.       |
| 136       | Biniam Girmay (ERI)            | 102.      |
| 137       | Mathias Le Turnier (FRA)       | DNF-3     |

| B&B Hotels p/b KTM BBK | B&B Hotels p/b KTM BBK | B&B Hotels p/b KTM BBK |
| ---------------------- | ---------------------- | ---------------------- |
| Num                    | Ciclista               | Pos                    |
| 141                    | Cyril Barthe (FRA)     | 66.                    |
| 142                    | Nicola Bagioli (ITA)   | 76.                    |
| 143                    | Cyril Gautier (FRA)    | 73.                    |
| 144                    | Thibault Ferasse (FRA) | 82.                    |
| 145                    | Jonathan Hivert (FRA)  | 25.                    |
| 146                    | Eliot Lietaer (BEL)    | DNF-3                  |
| 147                    | Quentin Pacher (FRA)   | 58.                    |

| Alpecin-Fenix AFC | Alpecin-Fenix AFC     | Alpecin-Fenix AFC |
| ----------------- | --------------------- | ----------------- |
| Num               | Ciclista              | Pos               |
| 151               | Xandro Meurisse (BEL) | 55.               |
| 152               | Floris De Tier (BEL)  | 86.               |
| 153               | Otto Vergaerde (BEL)  | DNF-3             |
| 154               | Jimmy Janssens (BEL)  | 23.               |
| 155               | Ben Tulett (GBR)      | 17.               |
| 156               | Petr Vakoč (CZE)      | 46.               |

| Bingoal-WB BWB | Bingoal-WB BWB        | Bingoal-WB BWB |
| -------------- | --------------------- | -------------- |
| Num            | Ciclista              | Pos            |
| 161            | Jelle Vanendert (BEL) | 59.            |
| 162            | Laurens Huys (BEL)    | 31.            |
| 163            | Arjen Livyns (BEL)    | 14.            |
| 164            | Rémy Mertz (BEL)      | 106.           |
| 165            | Kenny Molly (BEL)     | 49.            |
| 166            | Luc Wirtgen (LUX)     | 89.            |
| 167            | Tom Wirtgen (LUX)     | 104.           |

| Burgos-BH BBH | Burgos-BH BBH            | Burgos-BH BBH |
| ------------- | ------------------------ | ------------- |
| Num           | Ciclista                 | Pos           |
| 171           | Ángel Madrazo (ESP)      | 109.          |
| 172           | Victor Langellotti (MON) | 80.           |
| 173           | Ander Okamika (ESP)      | 105.          |
| 174           | Óscar Cabedo (ESP)       | 101.          |
| 175           | Jetse Bol (NED)          | 98.           |
| 176           | Pelayo Sánchez (ESP)     | 87.           |
| 177           | Diego Rubio (ESP)        | DNF-3         |

| Equipo Kern Pharma EKP | Equipo Kern Pharma EKP     | Equipo Kern Pharma EKP |
| ---------------------- | -------------------------- | ---------------------- |
| Num                    | Ciclista                   | Pos                    |
| 181                    | Roger Adrià (ESP)          | DNF-3                  |
| 182                    | Urko Berrade (ESP)         | 72.                    |
| 183                    | Iván Moreno (ESP)          | 99.                    |
| 184                    | José Félix Parra (ESP)     | 90.                    |
| 185                    | Jaime Castrillo (ESP)      | DNF-3                  |
| 186                    | Jon Agirre (ESP)           | DNF-3                  |
| 187                    | Carlos García Pierna (ESP) | 110.                   |

| Saint Michel-Auber 93 AUB | Saint Michel-Auber 93 AUB | Saint Michel-Auber 93 AUB |
| ------------------------- | ------------------------- | ------------------------- |
| Num                       | Ciclista                  | Pos                       |
| 191                       | Stéphane Rossetto (FRA)   | NP-3                      |
| 192                       | Romain Cardis (FRA)       | NP-3                      |
| 193                       | Adrien Guillonnet (FRA)   | NP-3                      |
| 194                       | Baptiste Bleier (FRA)     | DNF-2                     |
| 195                       | Flavien Maurelet (FRA)    | NP-3                      |
| 197                       | Morne van Niekerk (RSA)   | NP-3                      |

| Xelliss-Roubaix Lille Métropole XRL | Xelliss-Roubaix Lille Métropole XRL | Xelliss-Roubaix Lille Métropole XRL |
| ----------------------------------- | ----------------------------------- | ----------------------------------- |
| Num                                 | Ciclista                            | Pos                                 |
| 201                                 | Julien Antomarchi (FRA)             | DNF-3                               |
| 202                                 | Mathias De Witte (BEL)              | DNF-2                               |
| 203                                 | Dylan Kowalski (FRA)                | 107.                                |
| 205                                 | Jérémy Leveau (FRA)                 | DNF-3                               |
| 206                                 | Maximilien Picoux (BEL)             | DNF-3                               |
| 207                                 | Maxime Urruty (FRA)                 | DNF-3                               |

| Swiss Racing Academy SRA | Swiss Racing Academy SRA | Swiss Racing Academy SRA |
| ------------------------ | ------------------------ | ------------------------ |
| Num                      | Ciclista                 | Pos                      |
| 211                      | Matthias Reutimann (SUI) | DNF-3                    |
| 212                      | Stuart Balfour (GBR)     | 92.                      |
| 213                      | Aloïs Charrin (FRA)      | 91.                      |
| 214                      | Damian Lüscher (SUI)     | DNF-3                    |
| 215                      | Andrea Mifsud            | 117.                     |
| 216                      | Reto Müller (SUI)        | DNF-3                    |
| 217                      | Yannis Voisard (SUI)     | 68.                      |

| Arkéa-Samsic ARK | Arkéa-Samsic ARK          | Arkéa-Samsic ARK |
| ---------------- | ------------------------- | ---------------- |
| Num              | Ciclista                  | Pos              |
| 1                | Nairo Quintana (COL)      | 9.               |
| 2                | Amaury Capiot (BEL)       | 96.              |
| 3                | Miguel Flórez López (COL) | DNF-3            |
| 4                | Élie Gesbert (FRA)        | 71.              |
| 5                | Romain Hardy (FRA)        | DNF-1            |
| 6                | Łukasz Owsian (POL)       | 67.              |

| AG2R Citroën Team ACT | AG2R Citroën Team ACT     | AG2R Citroën Team ACT |
| --------------------- | ------------------------- | --------------------- |
| Num                   | Ciclista                  | Pos                   |
| 11                    | Clément Champoussin (FRA) | 11.                   |
| 12                    | Ben Gastauer (LUX)        | 48.                   |
| 13                    | Dorian Godon (FRA)        | 34.                   |
| 14                    | Ben O'Connor (AUS)        | 5.                    |
| 15                    | Oliver Naesen (BEL)       | 50.                   |
| 16                    | Nans Peters (FRA)         | 78.                   |
| 17                    | Greg Van Avermaet (BEL)   | 44.                   |

| Trek-Segafredo TFS | Trek-Segafredo TFS       | Trek-Segafredo TFS |
| ------------------ | ------------------------ | ------------------ |
| Num                | Ciclista                 | Pos                |
| 21                 | Bauke Mollema (NED)      | 3.                 |
| 22                 | Julien Bernard (FRA)     | 94.                |
| 23                 | Gianluca Brambilla (ITA) | 1.                 |
| 24                 | Giulio Ciccone (ITA)     | 28.                |
| 25                 | Kenny Elissonde (FRA)    | 33.                |
| 26                 | Juan Pedro López (ESP)   | 36.                |
| 27                 | Toms Skujiņš (LAT)       | 83.                |

| Team DSM DSM | Team DSM DSM             | Team DSM DSM |
| ------------ | ------------------------ | ------------ |
| Num          | Ciclista                 | Pos          |
| 31           | Martijn Tusveld (NED)    | 47.          |
| 32           | Martin Salmon (GER)      | 115.         |
| 33           | Kevin Vermaerke (USA)    | DNF-3        |
| 34           | Michael Storer (AUS)     | 13.          |
| 35           | Marco Brenner (GER)      | 88.          |
| 36           | Leon Heinschke (GER)     | 103.         |
| 37           | Henri Vandenabeele (BEL) | 69.          |

| Groupama-FDJ GFC | Groupama-FDJ GFC       | Groupama-FDJ GFC |
| ---------------- | ---------------------- | ---------------- |
| Num              | Ciclista               | Pos              |
| 41               | Thibaut Pinot (FRA)    | 35.              |
| 42               | Bruno Armirail (FRA)   | 30.              |
| 43               | David Gaudu (FRA)      | 6.               |
| 44               | Simon Guglielmi (FRA)  | 53.              |
| 45               | Valentin Madouas (FRA) | 7.               |
| 46               | Rudy Molard (FRA)      | 4.               |
| 47               | Antoine Duchesne (CAN) | DNF-3            |

| Cofidis COF | Cofidis COF               | Cofidis COF |
| ----------- | ------------------------- | ----------- |
| Num         | Ciclista                  | Pos         |
| 51          | Jesús Herrada (ESP)       | 24.         |
| 52          | Simon Geschke (GER)       | 40.         |
| 53          | Jean-Pierre Drucker (LUX) | DNF-3       |
| 54          | Christophe Laporte (FRA)  | 61.         |
| 55          | Fernando Barceló (ESP)    | 97.         |
| 56          | Anthony Perez (FRA)       | 32.         |
| 57          | Pierre-Luc Périchon (FRA) | 93.         |

| EF Education-Nippo EFN | EF Education-Nippo EFN | EF Education-Nippo EFN |
| ---------------------- | ---------------------- | ---------------------- |
| Num                    | Ciclista               | Pos                    |
| 61                     | Magnus Cort (DEN)      | 37.                    |
| 62                     | Simon Carr (GBR)       | 19.                    |
| 63                     | Mitchell Docker (AUS)  | 113.                   |
| 64                     | Julien El Fares (FRA)  | 45.                    |
| 65                     | Jens Keukeleire (BEL)  | 108.                   |
| 66                     | Hideto Nakane (JPN)    | DNF-3                  |
| 67                     | Tom Scully (NZL)       | 114.                   |

| Qhubeka Assos TQA | Qhubeka Assos TQA       | Qhubeka Assos TQA |
| ----------------- | ----------------------- | ----------------- |
| Num               | Ciclista                | Pos               |
| 71                | Fabio Aru (ITA)         | 27.               |
| 72                | Sander Armée (BEL)      | 21.               |
| 73                | Dimitri Claeys (BEL)    | 95.               |
| 74                | Robert Power (AUS)      | 116.              |
| 75                | Emil Vinjebo (DEN)      | 74.               |
| 76                | Simon Clarke (AUS)      | 43.               |
| 77                | Łukasz Wiśniowski (POL) | 111.              |

| Ineos Grenadiers IGD | Ineos Grenadiers IGD     | Ineos Grenadiers IGD |
| -------------------- | ------------------------ | -------------------- |
| Num                  | Ciclista                 | Pos                  |
| 81                   | Geraint Thomas (GBR)     | 26.                  |
| 82                   | Rohan Dennis (AUS)       | 64.                  |
| 83                   | Tao Geoghegan Hart (GBR) | 10.                  |
| 84                   | Jhonatan Narváez (ECU)   | 38.                  |
| 85                   | Thomas Pidcock (GBR)     | 52.                  |
| 86                   | Pavel Sivakov (RUS)      | 16.                  |
| 87                   | Dylan van Baarle (NED)   | 65.                  |

| Astana-Premier Tech APT | Astana-Premier Tech APT | Astana-Premier Tech APT |
| ----------------------- | ----------------------- | ----------------------- |
| Num                     | Ciclista                | Pos                     |
| 91                      | Jakob Fuglsang (DEN)    | 8.                      |
| 92                      | Fabio Felline (ITA)     | 51.                     |
| 93                      | Hugo Houle (CAN)        | 41.                     |
| 94                      | Gorka Izagirre (ESP)    | 12.                     |
| 95                      | Omar Fraile (ESP)       | 60.                     |
| 96                      | Harold Tejada (COL)     | 18.                     |
| 97                      | Manuele Boaro (ITA)     | DNF-3                   |

| UAE Team Emirates UAD | UAE Team Emirates UAD        | UAE Team Emirates UAD |
| --------------------- | ---------------------------- | --------------------- |
| Num                   | Ciclista                     | Pos                   |
| 101                   | Rui Costa (POR) (estrada)    | 54.                   |
| 102                   | Andrés Camilo Ardila (COL)   | 75.                   |
| 103                   | David de la Cruz (ESP)       | 39.                   |
| 104                   | Joe Dombrowski (USA)         | 63.                   |
| 105                   | Ryan Gibbons (RSA) (estrada) | 42.                   |
| 106                   | Aleksandr Riabushenko (BLR)  | DNF-3                 |
| 107                   | Cristian Camilo Muñoz (COL)  | 85.                   |

| Israel Start-Up Nation ISN | Israel Start-Up Nation ISN | Israel Start-Up Nation ISN |
| -------------------------- | -------------------------- | -------------------------- |
| Num                        | Ciclista                   | Pos                        |
| 111                        | Michael Woods (CAN)        | 2.                         |
| 112                        | Sep Vanmarcke (BEL)        | 78.                        |
| 113                        | Patrick Bevin (NZL)        | 100.                       |
| 114                        | Hugo Hofstetter (FRA)      | 84.                        |
| 115                        | Daryl Impey (RSA)          | 70.                        |
| 116                        | Daniel Martin (IRL)        | 15.                        |
| 117                        | Krists Neilands (LAT)      | 57.                        |

| Total Direct Énergie TDE | Total Direct Énergie TDE | Total Direct Énergie TDE |
| ------------------------ | ------------------------ | ------------------------ |
| Num                      | Ciclista                 | Pos                      |
| 121                      | Pierre Latour (FRA)      | DNF-2                    |
| 122                      | Mathieu Burgaudeau (FRA) | 56.                      |
| 123                      | Víctor de la Parte (ESP) | 29.                      |
| 124                      | Fabien Doubey (FRA)      | 81.                      |
| 125                      | Cristián Rodríguez (ESP) | DNF-2                    |
| 126                      | Anthony Turgis (FRA)     | DNF-3                    |
| 127                      | Alexis Vuillermoz (FRA)  | 20.                      |

| Delko DKO | Delko DKO                      | Delko DKO |
| --------- | ------------------------------ | --------- |
| Num       | Ciclista                       | Pos       |
| 131       | Mauro Finetto (ITA)            | 62.       |
| 132       | Clément Berthet (FRA)          | 77.       |
| 133       | Clément Carisey (FRA)          | DNF-3     |
| 134       | Yacob Debesay (ERI)            | 112.      |
| 135       | José Manuel Díaz Gallego (ESP) | 22.       |
| 136       | Biniam Girmay (ERI)            | 102.      |
| 137       | Mathias Le Turnier (FRA)       | DNF-3     |

| B&B Hotels p/b KTM BBK | B&B Hotels p/b KTM BBK | B&B Hotels p/b KTM BBK |
| ---------------------- | ---------------------- | ---------------------- |
| Num                    | Ciclista               | Pos                    |
| 141                    | Cyril Barthe (FRA)     | 66.                    |
| 142                    | Nicola Bagioli (ITA)   | 76.                    |
| 143                    | Cyril Gautier (FRA)    | 73.                    |
| 144                    | Thibault Ferasse (FRA) | 82.                    |
| 145                    | Jonathan Hivert (FRA)  | 25.                    |
| 146                    | Eliot Lietaer (BEL)    | DNF-3                  |
| 147                    | Quentin Pacher (FRA)   | 58.                    |

| Alpecin-Fenix AFC | Alpecin-Fenix AFC     | Alpecin-Fenix AFC |
| ----------------- | --------------------- | ----------------- |
| Num               | Ciclista              | Pos               |
| 151               | Xandro Meurisse (BEL) | 55.               |
| 152               | Floris De Tier (BEL)  | 86.               |
| 153               | Otto Vergaerde (BEL)  | DNF-3             |
| 154               | Jimmy Janssens (BEL)  | 23.               |
| 155               | Ben Tulett (GBR)      | 17.               |
| 156               | Petr Vakoč (CZE)      | 46.               |

| Bingoal-WB BWB | Bingoal-WB BWB        | Bingoal-WB BWB |
| -------------- | --------------------- | -------------- |
| Num            | Ciclista              | Pos            |
| 161            | Jelle Vanendert (BEL) | 59.            |
| 162            | Laurens Huys (BEL)    | 31.            |
| 163            | Arjen Livyns (BEL)    | 14.            |
| 164            | Rémy Mertz (BEL)      | 106.           |
| 165            | Kenny Molly (BEL)     | 49.            |
| 166            | Luc Wirtgen (LUX)     | 89.            |
| 167            | Tom Wirtgen (LUX)     | 104.           |

| Burgos-BH BBH | Burgos-BH BBH            | Burgos-BH BBH |
| ------------- | ------------------------ | ------------- |
| Num           | Ciclista                 | Pos           |
| 171           | Ángel Madrazo (ESP)      | 109.          |
| 172           | Victor Langellotti (MON) | 80.           |
| 173           | Ander Okamika (ESP)      | 105.          |
| 174           | Óscar Cabedo (ESP)       | 101.          |
| 175           | Jetse Bol (NED)          | 98.           |
| 176           | Pelayo Sánchez (ESP)     | 87.           |
| 177           | Diego Rubio (ESP)        | DNF-3         |

| Equipo Kern Pharma EKP | Equipo Kern Pharma EKP     | Equipo Kern Pharma EKP |
| ---------------------- | -------------------------- | ---------------------- |
| Num                    | Ciclista                   | Pos                    |
| 181                    | Roger Adrià (ESP)          | DNF-3                  |
| 182                    | Urko Berrade (ESP)         | 72.                    |
| 183                    | Iván Moreno (ESP)          | 99.                    |
| 184                    | José Félix Parra (ESP)     | 90.                    |
| 185                    | Jaime Castrillo (ESP)      | DNF-3                  |
| 186                    | Jon Agirre (ESP)           | DNF-3                  |
| 187                    | Carlos García Pierna (ESP) | 110.                   |

| Saint Michel-Auber 93 AUB | Saint Michel-Auber 93 AUB | Saint Michel-Auber 93 AUB |
| ------------------------- | ------------------------- | ------------------------- |
| Num                       | Ciclista                  | Pos                       |
| 191                       | Stéphane Rossetto (FRA)   | NP-3                      |
| 192                       | Romain Cardis (FRA)       | NP-3                      |
| 193                       | Adrien Guillonnet (FRA)   | NP-3                      |
| 194                       | Baptiste Bleier (FRA)     | DNF-2                     |
| 195                       | Flavien Maurelet (FRA)    | NP-3                      |
| 197                       | Morne van Niekerk (RSA)   | NP-3                      |

| Xelliss-Roubaix Lille Métropole XRL | Xelliss-Roubaix Lille Métropole XRL | Xelliss-Roubaix Lille Métropole XRL |
| ----------------------------------- | ----------------------------------- | ----------------------------------- |
| Num                                 | Ciclista                            | Pos                                 |
| 201                                 | Julien Antomarchi (FRA)             | DNF-3                               |
| 202                                 | Mathias De Witte (BEL)              | DNF-2                               |
| 203                                 | Dylan Kowalski (FRA)                | 107.                                |
| 205                                 | Jérémy Leveau (FRA)                 | DNF-3                               |
| 206                                 | Maximilien Picoux (BEL)             | DNF-3                               |
| 207                                 | Maxime Urruty (FRA)                 | DNF-3                               |

| Swiss Racing Academy SRA | Swiss Racing Academy SRA | Swiss Racing Academy SRA |
| ------------------------ | ------------------------ | ------------------------ |
| Num                      | Ciclista                 | Pos                      |
| 211                      | Matthias Reutimann (SUI) | DNF-3                    |
| 212                      | Stuart Balfour (GBR)     | 92.                      |
| 213                      | Aloïs Charrin (FRA)      | 91.                      |
| 214                      | Damian Lüscher (SUI)     | DNF-3                    |
| 215                      | Andrea Mifsud            | 117.                     |
| 216                      | Reto Müller (SUI)        | DNF-3                    |
| 217                      | Yannis Voisard (SUI)     | 68.                      |

Convenções:
- AB-N: Abandono na etapa "N"
- FLT-N: Retiro por chegada fora do limite de tempo na etapa "N"
- NTS-N: Não tomou a saída para a etapa "N"
- DES-N: Desclassificado ou expulsado na etapa "N"

## UCI World Ranking
O Tour dos Alpes Marítimos e de Var outorgou pontos para o UCI World Ranking para corredores das equipas nas categorias UCI WorldTeam, UCI ProTeam e Continental. As seguintes tabelas mostram o barómetro de pontuação e os 10 corredores que obtiveram mais pontos:
| Posição             | 1.º | 2.º | 3.º | 4.º | 5.º | 6.º | 7.º | 8.º | 9.º | 10.º | 11.º | 12.º | 13.º-15.º | 16.º-25.º |
| Classificação geral | 125 | 85  | 70  | 60  | 50  | 40  | 35  | 30  | 25  | 20   | 15   | 10   | 5         | 3         |
| Por etapa           | 14  | 5   | 3   |     |     |     |     |     |     |      |      |      |           |           |
| Líder               | 3   |     |     |     |     |     |     |     |     |      |      |      |           |           |

| Classificação |                    |                        |       |       |       |       |
| Posição       | Ciclista           | Equipa                 | Geral | Etapa | Líder | Total |
| ------------- | ------------------ | ---------------------- | ----- | ----- | ----- | ----- |
| 1.º           | Gianluca Brambilla | Trek-Segafredo         | 125   | 14    | -     | 139   |
| 2.º           | Michael Woods      | Israel Start-Up Nation | 85    | 14    | 3     | 102   |
| 3.º           | Bauke Mollema      | Trek-Segafredo         | 70    | 19    | 3     | 92    |
| 4.º           | Rudy Molard        | Groupama-FDJ           | 60    | -     | -     | 60    |
| 5.º           | Ben O'Connor       | AG2R Citroën           | 50    | 3     | -     | 53    |
| 6.º           | David Gaudu        | Groupama-FDJ           | 40    | -     | -     | 40    |
| 7.º           | Valentin Madouas   | Groupama-FDJ           | 35    | 3     | -     | 38    |
| 8.º           | Jakob Fuglsang     | Astana-Premier Tech    | 30    | -     | -     | 30    |
| 9.º           | Nairo Quintana     | Arkéa Samsic           | 25    | -     | -     | 25    |
| 10.º          | Tao Geoghegan Hart | Ineos Grenadiers       | 20    | 5     | -     | 25    |